# Tyler Christianson
Bernhard Tyler Christianson (9 de diciembre de 2001) es un nadador estadounidense con nacionalidad panameña.

## Biografía
Nacido en los Estados Unidos, de madre panameña. Compitió en los 200 metros braza masculinos y en el evento combinado individual masculino de 200 metros en los Juegos Olímpicos de 2020.Compitió en los Juegos Suramericanos de 2022. Compitió en los Juegos Panamericanos de 2023 celebrado en Santiago, Chile, terminó en la sexta posición de los 100 m braza masculino con un tiempo de 1:03.73 en el heat 3.quedó de cuarto lugar en la final B de los 200m Combinado Individual.